# Walnussöl
Walnussöl ist ein hochwertiges Pflanzenöl aus reifen, teilweise auch gerösteten Samen von Walnüssen (Juglans). Es ist von blass-grünlichgelber bis strohgelber Farbe, relativ dünnflüssig, hat einen intensiven, nussigen Geschmack und zeichnet sich durch einen besonders hohen Gehalt an Triglyceriden ungesättigter Fettsäuren aus. Es ist auch gekühlt nur begrenzt haltbar.

## Herstellung
Das qualitativ hochwertigste Walnussöl wird durch Kaltpressung mit anschließender Filtration gewonnen. Nachdem die Nüsse geschält und zerkleinert wurden, wird das Öl langsam unter Druck aus den Nüssen gepresst. Bei der mehrfachen Filtration werden unerwünschte Verunreinigungen und Schwebepartikel abgetrennt. Durch dieses schonende Verfahren, bei unter 40 °C, bleiben die wertvollen Inhaltsstoffe erhalten.
Das durch Heißpressung oder durch Extraktion mit einem organischen Lösungsmittel gewonnene Öl ist aus ernährungsphysiologischer Sicht minderwertiger im Vergleich zu dem kaltgepressten Öl. Nachdem das Lösungsmittel durch erneutes Erhitzen entfernt wurde, erfolgt hier eine Raffination des Öls. Die Raffination ist notwendig, da bei der Extraktion größere Mengen Bitterstoffe ins Öl gelangen. Durch das Erhitzen wird das Öl in Volumen und Geschmack reduziert und dadurch verwendbar.
Bei der Heißpressung wird das Öl durch eine recht hohe Wärmezufuhr gewonnen. Durch die anschließende Raffination werden unerwünschte Stoffe aus dem Öl entfernt. Das Endprodukt ist ein geschmacks- und geruchsneutrales, relativ lange haltbares Öl. Durch die große Hitze gehen relativ viele Nährstoffe verloren.

## Zum Kochen
Aufgrund seines Rauchpunkts von 160 °C (unraffiniert) kann Walnussöl auch erhitzt, aber nicht zum Braten und Frittieren genutzt werden. Es eignet sich deshalb eher für die kalte Küche, beliebt ist es in der französischen Küche.

## Verwendung (technische)
Raffiniertes Walnussöl findet auch in der Ölmalerei Verwendung. Es zeichnet sich durch Dünnflüssigkeit, ein hohes Pigmentaufnahmevermögen, relativ schnelle Trocknung und eine geringe Vergilbungstendenz bei gleichzeitigem Glanz der Oberfläche aus. Insbesondere für stark sikkative Pigmente ist Walnussöl auch heute noch unverzichtbar.
Insbesondere im anglo-amerikanischen Raum wird raffiniertes Walnussöl für die Behandlung von Holzoberflächen benutzt; wichtig ist eine sehr glatte Holzoberfläche vor der ersten Applikation. Die erste Schicht des Öls wird mit der Maserung aufgetragen und der Überstand nach ein paar Stunden aufgenommen. Die nachfolgenden ein bis zwei Schichten werden quer zur Maserung aufgetragen. Nach 24 Stunden ist der Ölfilm jeweils ausgehärtet.
Die Behandlung führt nicht zu einem dauerhaften Schutz des Holzes, sie trägt sich ab und muss dann wiederholt werden.
Aufgrund der langen Trockenzeit und der periodisch zu wiederholenden Applikation wird die Behandlung mit Walnussöl meist nur für Holzflächen benutzt, die mit Lebensmitteln in Kontakt kommen, z. B. Küchenarbeitsplatten und Schneidbretter, aber insbesondere auch für unbehandeltes Holzspielzeug.
Eine Versetzung des Walnussöls mit echtem Terpentin, keinesfalls Terpentinersatz, führt zwar zu einem tieferen Eindringen der Versiegelung in das Holz, hebt aber auch die Unbedenklichkeit in Bezug auf den Kontakt mit Lebensmitteln auf.

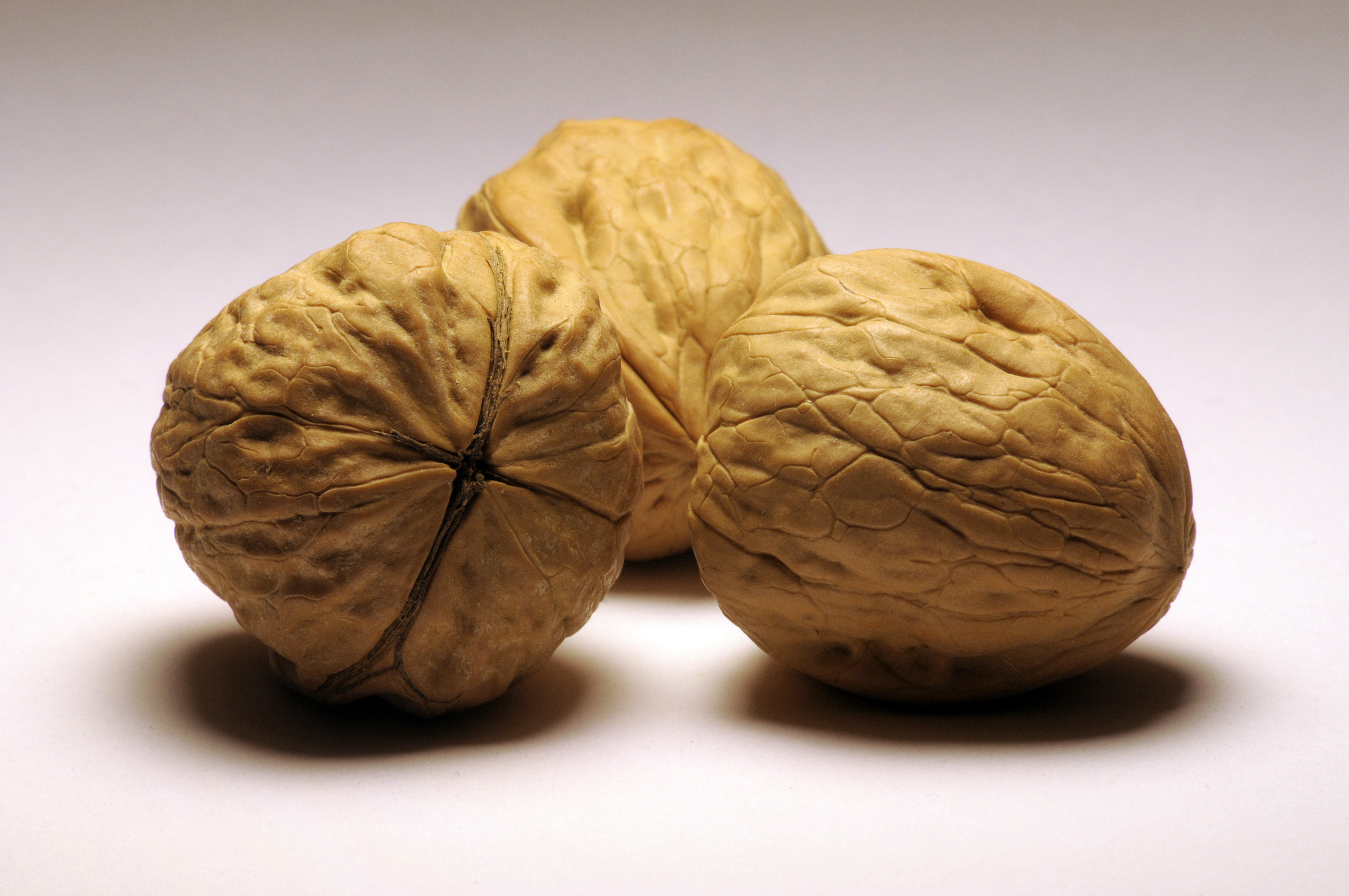
„Persische Walnüsse“ (Juglans regia)
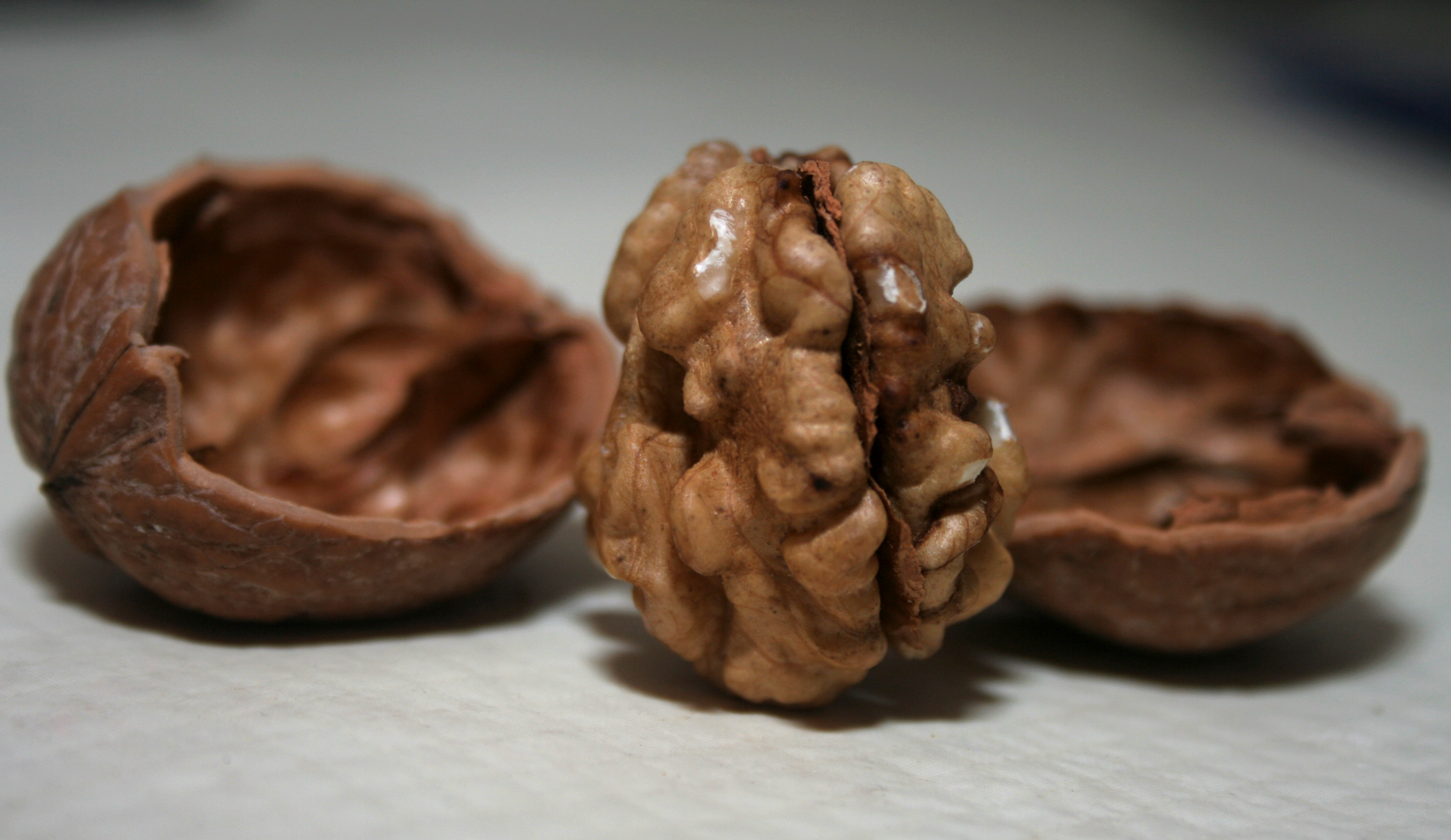
Geöffnete Walnuss mit Kern
Allgemeine chemische Struktur von Walnussöl, einem Triglycerid: (R1, R2 und R3 sind Alkyl- oder Alkenylreste mit einer meist ungeraden Anzahl von Kohlenstoffatomen)
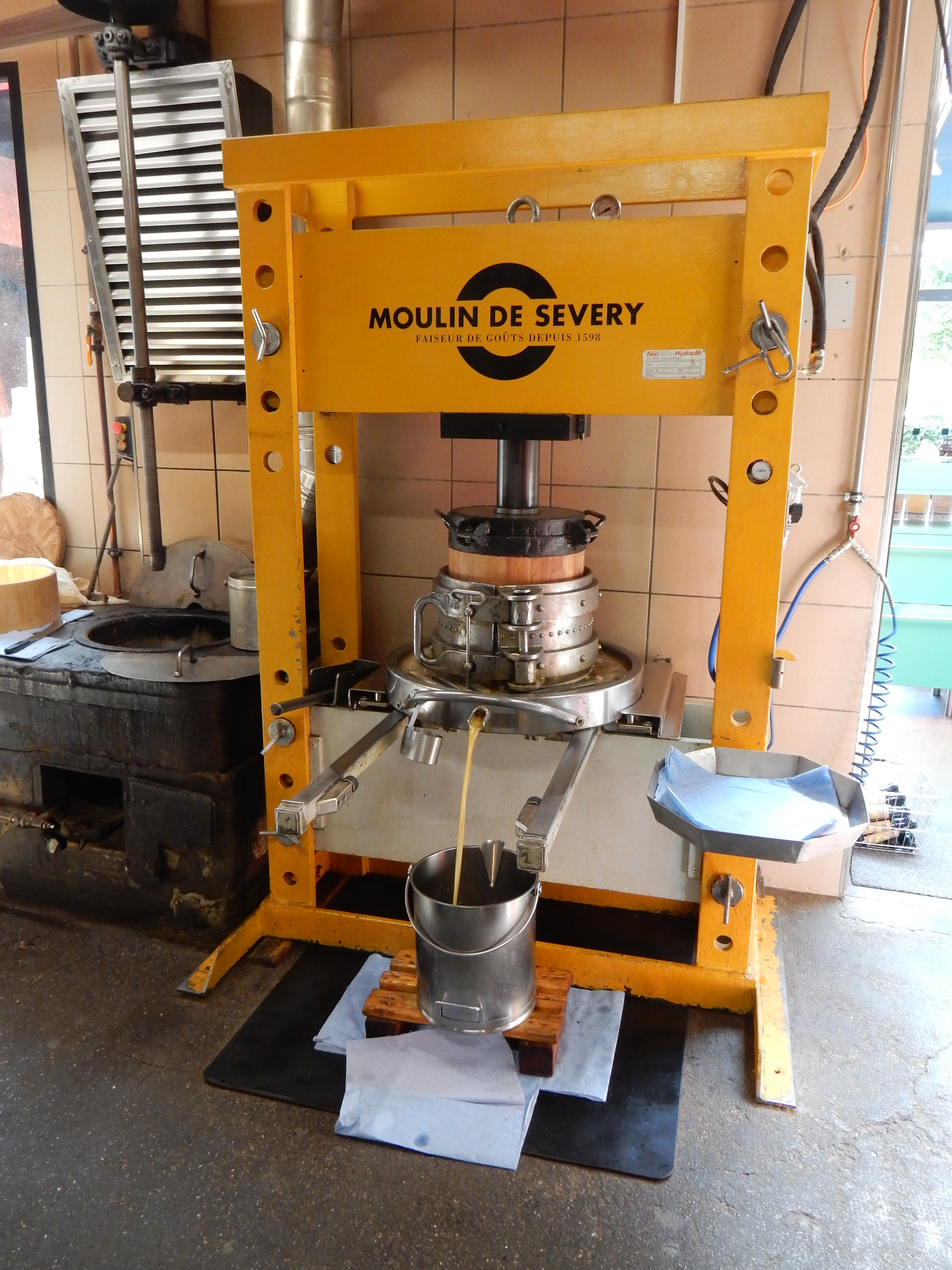
Pressung unter hohem Druck